# Weerselo

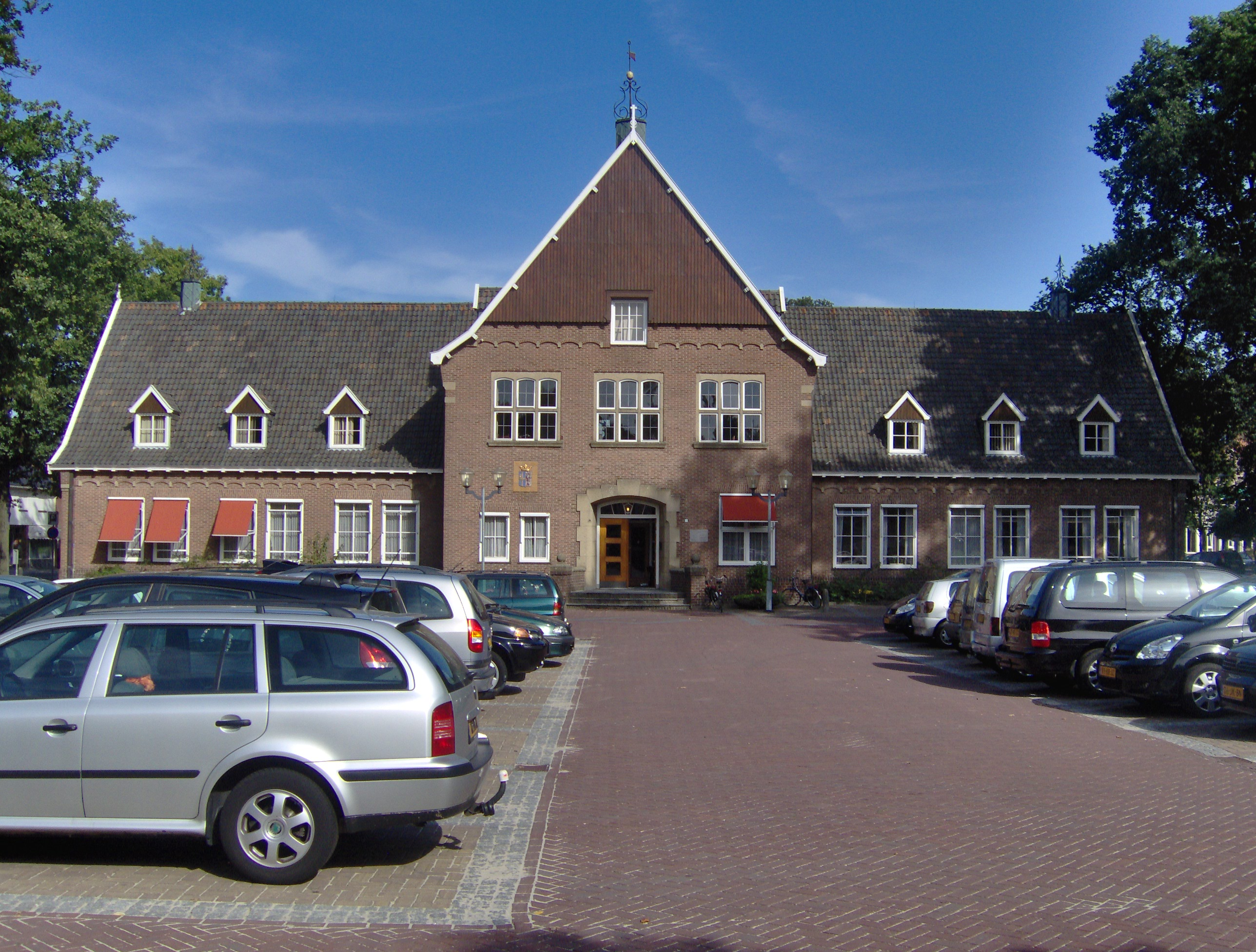
Câmara municipal anterior de Weerselo

Weerselo (52° 21′ N, 6° 51′ L) é uma cidade dos Países Baixos, na província de Overijssel. Weerselo pertence ao município de Dinkelland, e está situada a 6 km, a noroeste de Oldenzaal.
Em 2001, a cidade de Weerselo tinha 1887 habitantes. A área urbana da cidade é de 0.61 km², e tem 651 residências.
A área de Weerselo, que também inclui as partes periféricas da cidade, bem como a zona rural circundante, tem uma população estimada em 2550 habitantes.